# Julius Brink
Julius Brink (* 6. Juli 1982 in Münster) ist ein ehemaliger deutscher Beachvolleyballspieler. Er ist der erste Europäer, der drei WM-Medaillen gewann. Mit drei Europameistertiteln (2006, 2011 und 2012), acht Turniersiegen auf der FIVB World Tour und fünf deutschen Titeln (2006, 2007, 2009, 2010 und 2011) gehört er zu den erfolgreichsten deutschen Beachvolleyballern. Seine größten Erfolge waren der Gewinn der Weltmeisterschaft 2009 und der Goldmedaille bei den Olympischen Spielen in London 2012 mit seinem Partner Jonas Reckermann.

## Karriere

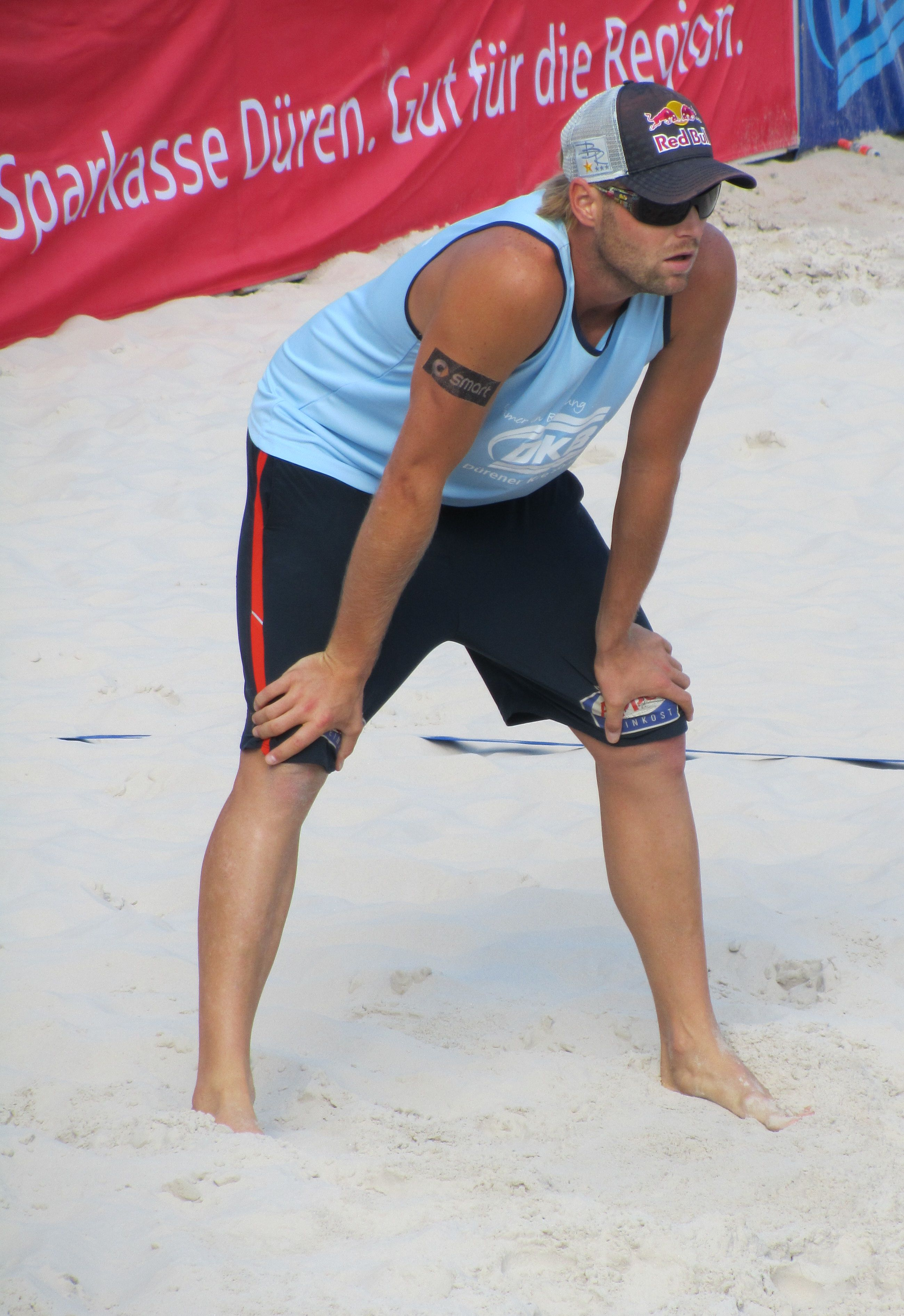
Julius Brink beim DKB-Beach-Cup 2011

Brink begann 1988 als Hallen-Volleyballer bei Bayer Leverkusen. 1999 wechselte er zum Beachvolleyball. Im folgenden Jahr wurde er zusammen mit Niklas Rademacher Dritter bei der U19-EM und spielte ein Turnier mit Markus Dieckmann. Nach vier Einsätzen mit Rüdiger Strosik bildete er ab 2002 ein Duo mit Kjell Schneider, das 2004 deutscher Vizemeister wurde. 2005 gewannen Brink/Schneider das World-Tour-Turnier in Espinho und wurden Dritter bei der Weltmeisterschaft in Berlin. Anschließend kam Brink mit Christoph Dieckmann zusammen. Das Duo, das von Bernd Schlesinger, Andreas Künkler und Markus Dieckmann trainiert wurde, gewann im ersten gemeinsamen Jahr die deutsche Meisterschaft, wurde in Den Haag Europameister und siegte bei der World Tour in Espinho und Vitória. 2007 verteidigten Brink/Dieckmann ihren nationalen Titel. Sie wurden Neunter bei der EM in Valencia und belegten den 17. Platz bei der Weltmeisterschaft in Gstaad. Außerdem gewannen sie zwei CEV-Turniere. Bei der World Tour 2008 waren sie in Barcelona erfolgreich und belegten zweimal den zweiten Rang. Als bestes deutsches Team qualifizierten sie sich für die Olympischen Spiele in Peking und schieden in der Vorrunde aus. Anschließend verpassten sie mit einer 1:2-Niederlage gegen David Klemperer und Eric Koreng die Titelverteidigung bei der deutschen Meisterschaft. Ab 2009 spielte Brink mit Jonas Reckermann zusammen und wurde mit diesem in seiner ersten gemeinsamen Saison direkt Weltmeister.

### 2010
Beim ersten FIVB-Turnier des Jahres in Brasília belegten die beiden Deutschen den dritten Platz. Bei den Shanghai Open verloren sie im Finale gegen das brasilianische Duo Salgado/Marques. In Rom wurden Brink/Reckermann Vierte, bei den folgenden drei Turnieren in Mysłowice, Moskau und Prag scheiterten die beiden jedes Mal im Halbfinale an Phil Dalhausser und Todd Rogers, konnten sich jedoch die Bronzemedaille im Spiel um den dritten Platz sichern.

### 2011
Bei der WM 2011 in Rom holte er mit Jonas Reckermann die Bronze-Medaille. Für ihn bereits die zweite. Damit wurde er zum ersten europäischen Spieler, der drei WM-Medaillen gewinnen konnte. Im Achtelfinale konnten Brink/Reckermann die Weltranglistenersten Dalhausser/Rogers schlagen, ehe sie im Halbfinale an Emanuel Rego/Alison Cerutti scheiterten. Bei der Beachvolleyball-Europameisterschaft 2011 kam es zu einem rein deutschen Finale, das Brink/Reckermann gegen Erdmann/Matysik gewannen. Anschließend wurde Brink zum dritten Mal in Folge zum Beachvolleyballer des Jahres gewählt.

### 2012
Brink/Reckermann konnten ihren Titel bei der Beachvolleyball-EM in Scheveningen (Niederlande) erfolgreich verteidigen. Außerdem gewann Brink mit Reckermann bei den Olympischen Sommerspielen 2012 in London die Goldmedaille. Damit sind er und Jonas Reckermann die ersten Europäer, die eine Goldmedaille im Beachvolleyball bei Olympischen Spielen gewannen. Anschließend wurde Brink/Reckermann zu den Beachvolleyballern des Jahres gewählt. Brink ist jetzt bei den Männern mit sechs Auszeichnungen der erfolgreichste Spieler. Das Duo Julius Brink und Jonas Reckermann wurde 2013 in Solingen zur Mannschaft des Jahres 2012 gewählt.

### 2013/14
2013 spielte Brink zusammen mit Sebastian Fuchs, weil Reckermann seine Karriere aus gesundheitlichen Gründen beendete. Wegen einer Oberschenkelverletzung musste Brink allerdings ab Anfang Juni alle Turniere absagen, so auch die WM 2013 in Stare Jabłonki. 2014 wollte Brink mit Armin Dollinger starten, konnte aber wegen einer Hüftverletzung nicht spielen und verkündete am 30. Mai sein Karriereende.

## Fernsehauftritte
- 2014: Hirschhausens Quiz des Menschen
- 2014: Hell’s Kitchen
- 2015/2016: Smart Beach Tour (Sky-Experte)
- 2016: Let’s Dance/Staffel 9
- 2016, 2024: Grill den Henssler
- 2017: Ewige Helden
- 2017: Ninja Warrior Germany – Die stärkste Show Deutschlands Prominenten-Special
- 2017: The Taste Promi-Special
- 2018: Das große Promibacken
- 2018: Fort Boyard
- 2018: Ninja Warrior Promi-Special
- 2021: Ninja Warrior Promi-Special
- 2022: Schlag den Star (ProSieben) (Kandidat)

2018 begleitete Brink die Techniker Beach Tour als Co-Kommentator. Er wurde für seine Leistung später mit dem Deutschen Sportjournalistenpreis 2019 als bester Newcomer ausgezeichnet. Auch bei der Techniker Beach Tour 2019 war er dabei.
Während der Comdirect Beach Tour 2020 arbeitet er bei Sport1 als Moderator und Experte. Seit dem 17. Juli 2020 betreibt er mit David Klemperer und dem ARD-Journalisten Fabian Wittke den Podcast Shorts.

## Privates
Brinks Mutter ist Krankenschwester und sein Vater Chemiker. Er wuchs gemeinsam mit zwei Brüdern auf. Julius Brink wurde im Sommer 2016 bei der Sportfördergruppe der Bundeswehr in Köln zum Hauptfeldwebel befördert. 2010 absolvierte er einen Fernlehrgang im Bereich Sportmanagement. Seit April 2013 ist er an der IST-Hochschule für Management in Düsseldorf im Bachelor-Studiengang Sportbusiness Management eingeschrieben.
Julius Brink lebt mit seiner Frau Verena, einer Architektin, die er 2012 nach den Olympischen Spielen heiratete, in Köln.

## Ehrungen

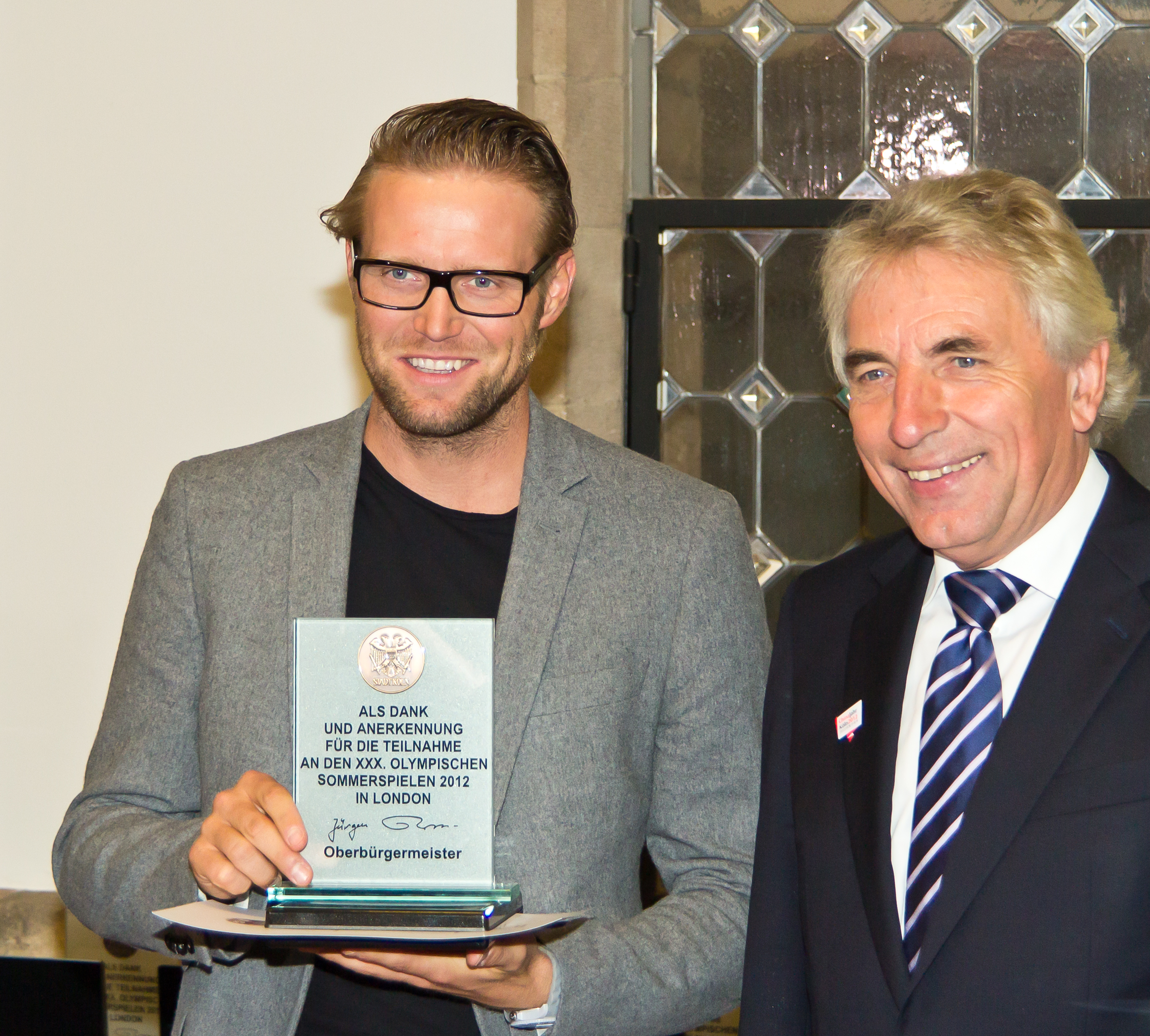
Empfang und Ehrung durch den Kölner Oberbürgermeister Jürgen Roters 2012

- 2005, 2006, 2009, 2010, 2011 und 2012: Beachvolleyballer des Jahres
- 2012: Silbernes Lorbeerblatt[11]
- 2012: Bambi, gemeinsam mit Jonas Reckermann (Kategorie: „Sport“)
- 2012: „Felix“ gemeinsam mit Jonas Reckermann, als „Mannschaft des Jahres“ von Nordrhein-Westfalen
- 2013: gemeinsam mit Jonas Reckermann Mannschaft des Jahres 2012 in Solingen
- 2014: „Werte-Preis“ der Stiftung Deutsche Sporthilfe, gemeinsam mit Jonas Reckermann für ihren Einsatz gegen Homophobie